# Ricardo Íscar Álvarez
Ricardo Íscar Álvarez (Salamanca, 1961) és un director, guionista, productor, escriptor i professor de cinema espanyol. La seva carrera s'ha centrat en el gènere del documental, que ha dut a terme durant la seva trajectòria tant en curtmetratges com en llargmetratges. Alguna de les seves obres més conegudes són Tierra Negra o El Cerco.

## Biografia
Neix a la província de Salamanca en 1961 on cursa estudis superiors de Dret en la Universitat de Salamanca, on es llicencia. Posteriorment es trasllada a Madrid, on cursa estudis d'Imatge en la Universitat Complutense. En 1994, es diploma en la Acadèmia de Cinema i Televisió de Berlín amb el llargmetratge BADU. Stories from the Negev desert. Ha treballat en nombroses produccions exercint càrrecs dins de la fotografia cinematogràfica, enginyer de so o assistent de muntatge.
La Filmoteca de Castella i Lleó li va dedicar en 1995 un cicle sota el títol “El cinema de Ricardo Íscar”.
Des de finals dels anys 90 desenvolupa una intensa activitat docent, sobretot en Barcelona, impartint classes en seminaris sobre fotografia i documental. És professor en el Màster de Documental de Creació de la Universitat Pompeu Fabra de Barcelona, i professor a la Universitat de Barcelona i també a la Universitat Autònoma de Barcelona. Ha estat jurat en nombrosos festivals com a Màlaga, Nyon, Dresden o L'Alternativa de Barcelona.
Ha treballat en diverses produccions exercint càrrecs fonamentalment en el camp de la fotografia cinematogràfica.

## Filmografia
| Títol                     | Any  | Tipus d'obra  |
| ------------------------- | ---- | ------------- |
| El Cerco                  | 2005 | Curtmetratge  |
| Tierra Negra              | 2005 | Llargmetratge |
| Postal desde Buenos Aires | 2008 | Curtmetratge  |
| Juego Limpio              | 2008 | Curtmetratge  |
| Soledad                   | 2009 | Curtmetratge  |
| Dansa als esperits        | 2010 | Llargmetratge |
| Al fossat                 | 2012 | Llargmetratge |
| La última feria           | 2015 | Curtmetratge  |

## Premis
- Millor curtmetratge europeu al 56è Festival Internacional de Cinema de Berlín per El cerco[3]
- Premi del jurat al Festival de Màlaga per Al fossat[4]
- Premi al millor muntatge i premi especial al Festival de Cinema d'Alcalá de Henares de 2016 per La última feria.[5]
- Menció especial al Festival Punto de Vista per Tierra negra (2005).[6]